# 34-я церемония награждения премии TVyNovelas
34-я церемония награждения премии TVyNovelas или иначе премия TVyNovelas 2016 (англ. TVyNovelas Awards 2016, исп. Premios TVyNovelas 2016), состоялась 17 апреля 2016 года в Акапулько, шт. Герреро, Мексика. Вещание осуществлялось с 7:00 вечера по центральноамериканскому времени на телеканале Las Estrellas для стран Латинской Америки и сети Univision на территории США. Ведущими церемонии стали Габриэль Сото и Марджори де Соуса. Продюсером премии выступил Гильермо дель Боске. За юмор на премии отвечали Адаль Рамонес, Адриан Урибе и Омар Чапарро.
На этой церемонии награждения, вместо коллегии жюри, было принято решение вернуться к системе выбора победителей через зрительское голосование, которое было отменено в 2005 году. Голосование проводилось на официальном сайте канала TVyNovelas и было открыто 9 марта 2016 года. Завершилось голосование 16 апреля 2016 года в 4:59 вечера по центральноамериканскому времени. Категория «Лучшая теленовелла года» стала единственной номинацией, голосование по которой закончилось во время прямой трансляции премии 17 апреля 2016 года. Для проведения корректного подсчёта голосов была привлечена компания PricewaterhouseCoopers.
Появившаяся в 2013 году категория под названием «Любимцы публики» (исп. Favoritos del Público) сменила своё название на «Поколение двухтысячных» (исп. Millennials). Основная идея этой категории заключалась в том, что зрители сами выбирали своих фаворитов путём голосования через мобильное приложение Televisa Televisión из 6 специальных номинаций. Публика голосовала только во время прямого эфира премии с 7:00 до 9:00 вечера по центральноамериканскому времени.
В день трансляции премии хештег #PremiosTVyNovelas вошёл в тренд социальной сети твиттер на территории Латинской Америки, а также Испании, Италии, Великобритании, Марокко и Алжира. Продолжительность тренда составила 10 часов 25 минут.

## Свод наград и номинаций
| Название теленовеллы на русском    | Оригинальное название             | Количество номинаций | Количество наград |
| ---------------------------------- | --------------------------------- | -------------------- | ----------------- |
| Лучше умереть, чем быть как Личита | Antes muerta que Lichita          | 19                   | 3                 |
| Тень прошлого                      | La sombra del pasado              | 17                   | 3                 |
| Соседка                            | La vecina                         | 14                   | 1                 |
| Не отпускай меня                   | A que no me dejas                 | 14                   | 7                 |
| Страсть и власть                   | Pasión y poder                    | 9                    | 5                 |
| Итальянка собирается замуж         | Muchacha italiana viene a casarse | 8                    | 1                 |
| Любовь на районе                   | Amor de barrio                    | 7                    | 0                 |
| Ловушки любви                      | Amores con trampa                 | 6                    | 0                 |
| Пусть Бог тебя простит             | Que te perdone Dios               | 5                    | 1                 |
| Прощению не подлежит               | Lo imperdonable                   | 3                    | 0                 |
| До скончания времён                | Hasta el fin del mundo            | 3                    | 0                 |

## Номинанты и победители

### Теленовеллы
| Лучшая теленовелла Объявление победителей: Галилеа Монтихо и Диего Оливера | Лучший оригинальный сценарий или адаптация Объявление победителей: Марджори де Соуса и Габриэль Сото |
| --- | --- |
| - Страсть и власть — Хосе Альберто Кастро - Лучше умереть, чем быть как Личита — Роси Окампо - Не отпускай меня — Карлос Морено - Соседка — Лусеро Суарес - Тень прошлого — МаПат Лопес де Саратини - Итальянка собирается замуж — Педро Дамиан | - Марта Каррильо и Кристина Гарсия — Не отпускай меня - Антонио Абскаль — Тень прошлого - Эдвин Ванесия, Лусеро Суарес, Кармен Сепулведа и Луис Рейносо — Соседка - Мария Эухения Сервантес, Луис Мариани, Марио Иван Санчес, Мариана Палос и Роси Лара — Итальянка собирается замуж - Педро Армандо Родригес, Алехандро Ромеро Меса, Умберто Роблес и Эктор Валдес — Лучше умереть, чем быть как Личита |
| Лучшая главная женская роль Объявление победителей: Себастьян Рульи | Лучшая главная мужская роль Объявление победителей: Анжелик Бойер |
| - Майте Перрони — Лучше умереть, чем быть как Личита - Эсмеральная Пиментел — Соседка - Мишель Рено — Тень прошлого - Сурия Вега — Пусть Бог тебя простит - Ливия Брито — Итальянка собирается замуж | - Пабло Лайл — Тень прошлого - Арат де ла Торре — Лучше умереть, чем быть как Личита - Освальдо Бенавидес — Не отпускай меня - Хуан Диего Коваррубиас — Соседка - Хорхе Салинас — Страсть и власть |
| Лучшая женская отрицательная роль Объявление победителей: Шанталь Андере и Хесус Очоа | Лучшая мужская отрицательная роль Объявление победителей: Андреа Легаррета |
| - Лаура Кармайн — Не отпускай меня - Алехандра Баррос — Тень прошлого - Ингрид Марц — Лучше умереть, чем быть как Личита - Марисоль дель Ольмо — Любовь на районе - Гретель Вальдес — Прощению не подлежит | - Фернандо Колунга — Страсть и власть - Алексис Айала — Тень прошлого - Эдуардо Сантамарина — Лучше умереть, чем быть как Личита - Хулиан Хиль — До скончания времён - Алехандро Авила — Пусть Бог тебя простит |
| Лучшая роль в исполнении заслуженной актрисы Объявление победителей: Марибель Гуардия и Рене Касадос | Лучшая роль в исполнении заслуженного актёра Объявление победителей: Сусана Гонсалес и Хорхе Салинас |
| - Летисия Кальдерон — Не отпускай меня - Синтия Клитбо — Тень прошлого - Сильвия Паскуаль — Лучше умереть, чем быть как Личита - Исела Вега — Итальянка собирается замуж - Ана Берта Эспин — Пусть Бог тебя простит | - Артуро Пениче — Не отпускай меня - Мануэль «Флако» Ибаньес — Лучше умереть, чем быть как Личита - Игнасио Лопес Тарсо — Ловушки любви - Карлос Брачо — Соседка - Луис Баярдо — Страсть и власть |
| Лучшая женская роль второго плана Объявление победителей: Марлен Фавела и Хулиан Хиль | Лучшая мужская роль второго плана Объявление победителей: Сурия Вега и Давид Сепеда |
| - Сусана Гонсалес — Тень прошлого - Шанталь Андере — Лучше умереть, чем быть как Личита - Клаудия Рамирес — Прощению не подлежит - Алехандра Гарсия — Любовь на районе - Сесилия Габриэла — Не отпускай меня | - Хосе Пабло Минор — Страсть и власть - Пабло Валентин — Лучше умереть, чем быть как Личита - Алехандро Ибарра — Соседка - Диего Оливера — До скончания времён - Освальдо де Леон — Прощению не подлежит |
| Лучшая молодая актриса Объявление победителей: Ливия Брито и Пабло Лайл | Лучший молодой актёр Объявление победителей: Майте Перрони и Хуан Диего Коваррубиас |
| - Венди Гонсалес — Лучше умереть, чем быть как Личита - Тельма Мадригаль — Тень прошлого - Алехандра Гарсия — Пусть Бог тебя простит - Габриэла Каррильо — Любовь на районе - Скарлет Дерхал — Ловушки любви | - Брандон Пениче — Пусть Бог тебя простит - Альфонсо Досаль — Не отпускай меня - Диего Эрисе — Тень прошлого - Альфредо Гатика — Соседка - Пол Стэнли — Любовь на районе |
| Лучшая женская роль второго плана Объявление победителей: Элисабет Альварес и Фердинандо Валенсия | Лучшая мужская роль второго плана Объявление победителей: Алехандра Баррос и Рауль Араиса |
| - Фабиола Гуахардо — Страсть и власть - Беатрис Морено — Тень прошлого - Джессика Коч — Любовь на районе - Лус Елена Гонсалес — Лучше умереть, чем быть как Личита - Ракель Гарса — Итальянка собирается замуж | - Пьерре Анхело — Соседка - Мануэль «Флако» Ибаньес — Тень прошлого - Рикардо Фастлич — Лучше умереть, чем быть как Личита - Мануэль Ландета — Любовь на районе - Алехандро Томмаси — До скончания времён (теленовелла) |
| Лучшая женская роль — открытие Объявление победителей: Эсмеральда Пиментел и Брандон Пениче | Лучшая мужская роль — открытие Объявление победителей: Мишель Рено и Агустин Арана |
| - Эла Вальден — Итальянка собирается замуж - Ана Паула Мартинес — Лучше умереть, чем быть как Личита - Эдса Рамирес — Соседка - Джессика Декот — Ловушки любви - Ирина Баева — Страсть и власть | - Хосе Карлос Феррера — Тень прошлого - Альдо Герра — Ловушки любви - Хосе Мануэль Лечуга — Соседка - Игнасио Касано — Не отпускай меня - Данило Каррера — Страсть и власть |
| Лучшая операторская работа Объявление победителей: Марджори де Соуса и Габриэль Сото | Лучшая режиссура Объявление победителей: Фабиола Гуахардо и Арат де ла Торре |
| - Алехандро Фрутос Маса и Хорхе Амайя Родригес — Не отпускай меня - Бернардо Нахера и Виктор Сото — Соседка - Даниэль Феррер и Алехандро Альварес — Лучше умереть, чем быть как Личита - Марко Винисио — Тень прошлого - Вивиан Санчес Росс — Итальянка собирается замуж | - Лили Гарса и Фернандо Несме — Не отпускай меня - Бенжамин Канн и Родриго Саунбос — Лучше умереть, чем быть как Личита - Клаудия Элиас Агилар и Хуан Пабло Бланко — Соседка - Хосе Элиас Морено — Тень прошлого - Хуан Карлос Муньос и Луис Пардо — Итальянка собирается замуж |
| Лучший актёрский состав Объявление победителей: Данна Гарсия и Андрес Паласиос | Лучшая мультиплатформенная теленовелла Объявление победителей: Марджори де Соуса и Габриэль Сото |
| - Страсть и власть — Хосе Альберто Кастро - Лучше умереть, чем быть как Личита — Роси Окампо - Соседка — Лусеро Суарес - Не отпускай меня — Карлос Морено - Тень прошлого — МаПат Лопес де Саратини | - Лучше умереть, чем быть как Личита — Роси Окампо - Любовь на районе — Роберто Эрнандес Васкес - Ловушки любви — Эмилио Ларроса - Не отпускай меня — Карлос Морено |
| Лучшая музыкальная тема Объявление победителей: Джей Бальвин и Джой | |
| - «A que no me dejas». Исполнитель и автор: Алехандро Санс — Не отпускай меня - «Te prometí». Исполнитель: Мануэль Михарес Авторы: Хорхе Эдуардо Маргуйя и Маурисио Арриага — Тень прошлого - «Si alguna vez». Исполнитель: Тали́я Авторы: Хорхе Эдуардо Маргуйя и Маурисио Арриага — Лучше умереть, чем быть как Личита - «La vecina». Исполнитель: Группа «Los Ángeles Azules» Авторы: Хорхе Домингес и Октавио Лара — Соседка - «La trampa». Исполнитель и автор: Хоан Себастиан — Ловушки любви | |

### Телепрограммы
| Лучшая многожанровая программа Объявление победителей: Синтия Клитбо и Рене Стриклер | Лучшая программа на платном телевидении Объявление победителей: Марисоль Гонсалес и Мане де ла Парра |
| --- | --- |
| - Как говорится — Хеновева Мартинес - Роза Гваделупе — Мигель Анхель Эррос - Лаура (исп. Laura) — Лаура Боссо | - В рамках правил (исп. Está Cañón) — Йорди Росадо - Настоящие Богини (исп. Netas Divinas) — Хавьер Лабрада - Они в эфире (исп. Miembros al aire) — Лало Суарес - МоДжо (исп. MoJoe) — Таня Кастильо - Амордидас (исп. Amordidas) — Ракель Роча |
| Лучшая телепрограмма-конкурс Объявление победителей: Марджори де Соуса и Габриэль Сото | Лучшая развлекательная программа Объявление победителей: Лус Елена Гонсалес и Эктор Сандарти |
| - Пародии — Сантьяго Халиндо и Рубен Халиндо - Me pongo de pie - В семье с Чабело (исп. En familia con Chabelo) — Чабело - Вспомнить и победить (исп. Recuerda y Gana) — Эдуардо Суарес Кательо | - Сегодня — Карла Эстрада и Нино Канун - Адаль «Шоу» (исп. Adal «El Show») — Лало Суарес - Звезда 2 (исп. Estrella 2) — Исраэль Хайтович - Сабадасо (исп. Sabadazo) — Алексис Нуньес                                                            |
| Лучшая молодёжная развлекательная программа Объявление победителей: Фей и Ленни де ла Роса | |
| - Умираю со смеху (исп. Me caigo de risa) — Лало Суарес - Дьявольское шоу (исп. Diablito show) — Гильермо дель Боске - Вертушка (исп. Turnocturno) — Факундо Гомес Бруеда и Хосе Альберто Эспиноса - В след за всеми (исп. Vas con todo) — Йорди Росадо и Маноло Фернандес - Зона Руда (исп. Zona Ruda) — Йорди Росадо | |

## Исполнители
Списко исполнителей и музыкальных композиций, которые прозвучали во время эфира премии.
- Алехандро Санс и дуэт Джесс и Джой — «No soy una de esas»
- Алехандро Санс — «Un zombie a la intemperie»
- Эммануэль и Мануэль Михарес — «Corazón de melao» и «Baño de mujeres»
- Джей Бальвин — «Ay vamos» и «Ginza»
- Майте Перрони — «Yo te extrañaré»
- Османи Гарсия — «El taxi»

## Поколение двухтысячных
Результаты голосования публики в категории «Поколение духтысячных» через специальное приложение Televisa Televisión во время прямого эфира премии.
| Плохое лучше хорошего (исп. Mala más buena)                                                       | Самый горячий актёр (исп. Actor más hot)                         | Лучшая пощёчина (исп. Mejor cachetadón)                                                        |
| ------------------------------------------------------------------------------------------------- | ---------------------------------------------------------------- | ---------------------------------------------------------------------------------------------- |
| - Гретель Вальдес - Ингрид Марц - Джессика Коч                                                    | - Фернандо Колунга - Марк Тачер - Арат де ла Торре               | - Ингрид Марц и Майте Перрони - Фернандо Колунга и Хосе Пабло Минор - Лиссет и Сусана Гонсалес |
| Самое завораживающее (исп. Mejor Atascón)                                                         | Самая лживая сцена (исп. Escena más fake)                        | Лучшая перепалка (исп. Mejor golpiza)                                                          |
| - Марлен Фавела и Хорхе Салинас - Эдуардо Яньес и Африка Савала - Виктор Камачо и Алехандро Нонес | - Марджори де Соуса - Давид Сепеда - Пьерре Анхело - Эдди Вилард | - Давид Сепеда и Хулиан Хиль - Марк Тачер в тюрьме - Лисардо дерётся в доме                    |